# Иван Мърквичка-младши
Иван Иванов Мърквичка е български офицер, загинал на фронта по време на Първата световна война.

## Биография
Иван Мърквичка е син на художника Иван Мърквичка. Роден е в Пловдив на 1 юли 1884 година. По онова време баща му е учител в Мъжката гимназия в столицата на Източна Румелия.
Начално, прогимназиално и средно образование получава в София, а висше химическо в Пражката политехника през 1908 г. През 1909 г. се записва като доброволец в българската армия и завършва ШЗО.
След това се връща в Чехия. Защитава научна степен доктор на науките. Работи в областта на индустриалната химия. Заминава за Москва, където специализира в областта на химическите технологии.
Участва впоследствие като доброволец в Балканската война. След войната остава в България и работи в Садово, където в опитната станция се занимава с изучаване на маслодайни растения. Създава и голяма част от базата на Земеделското училище в Садово. Събира ботанически материали от българските планини и ги хербаризира.
При избухването на Първата световна война, известният вече химик и ботаник д-р Иван Мърквичка отново заминава за фронта, като запасен поручик. Служи като командир на 12-а рота от 29-и Ямболски пехотен полк. Убит е в сраженията при Янаков рид в Нидже планина по време на т. нар. Чеганска операция на 17 август 1916 г. Погребан е в църковния двор на близкото до лобното му място с. Градешница. Посмъртно е произведен в чин капитан.
След смъртта на Мърквичка-младши неговият баща Мърквичка-старши подарява на Природонаучния музей в София по-голямата част от хербария на неговия син, както и маслен портрет на сина му във военна униформа и държащ в ръката си нареченото на негово име растение Viola mrkvičkana. Портретът е бил окачен в кабинета на директора на Природонаучния музей. С дарените над 10 000 хербарийни листа е създадена основата на хербария на днешния Природонаучен музей. Името на поручик Иван Мърквичка е било изписано на средната стена на разрушения Паметник на Първи и Шести пехотен полк.